# KS Sudety Jelenia Góra
KS Sudety Jelenia Góra – męski klub koszykarski z Jeleniej Góry. Występuje na parkietach II ligi.

## Historia
Klub powstał w 1997 roku po likwidacji klubu JKS Spartakus Jelenia Góra w celu podtrzymania tradycji koszykarskich w tym mieście. W 2000 roku klub awansował do II ligi, a w 2008 do I ligi. Od początku swojego istnienia skład drużyny opiera się głównie na młodych wychowankach klubu. W sezonie 2009/2010 pojawiły się problemy finansowe klubu i jego najlepsi zawodnicy zaczęli z niego odchodzić, co sprawiło, że w ostatnim meczu decydującym o pozostaniu w I lidze klub grał w osłabionym dziewięcioosobowym  składzie i przegrał mecz wyjazdowy 59:74 z klubem Start Lublin.

## Osiągnięcia
- Awans do II ligi - 2000
- Brązowy medal Mistrzostw Polski Juniorów Starszych - 2004[1]
- Awans do I ligi - 2008[2]
- Spadek do II ligi - 2010
- Awans do I ligi - 2011
- Spadek do II ligi - 2012

## Zarząd klubu
- Prezes: Waldemar Woźniak
- Wiceprezes: Mirosław Witka
- Członek zarządu: Krzysztof Woźniak
- Członek zarządu: Wiesław Ochman
- Sekretarz: Krystyna Czado
- Dyrektor klubu: Leszek Oleksy[3]